# Cândești (Neamț)
Cândești is een Roemeense gemeente in het district Neamț.
Cândești telt 4273 inwoners.